# Scott Amendola
Pour les articles homonymes, voir Amendola.
Scott Amendola est un batteur de Jazz américain de la baie de San Francisco.
Après avoir joué avec Charlie Hunter il dirige son propre groupe le Scott Amendola Band avec Nels Cline et Jenny Scheinman.